# Darryl Sutter
Darryl John Sutter (* 19. August 1958 in Viking, Alberta) ist ein ehemaliger kanadischer Eishockeyspieler und derzeitiger -trainer und -funktionär. Während seiner aktiven Karriere bestritt der linke Flügelstürmer in den 1980er Jahren über 400 Partien für die Chicago Blackhawks in der National Hockey League (NHL) und führte die Mannschaft fünf Jahre als Kapitän an. Größere Bekanntheit allerdings erlangte er anschließend als Cheftrainer mehrerer NHL-Teams, so war er in dieser Funktion bereits für die Chicago Blackhawks, San Jose Sharks, zweimal für die Calgary Flames sowie die Los Angeles Kings tätig. Bei den Calgary Flames, deren Geschicke er von 2003 bis 2010 auch als General Manager leitete, war er zuletzt bis Mai 2023 als Headcoach tätig und gewann dort 2022 den Jack Adams Award. Mit den Los Angeles Kings errang Sutter, der einer der bekanntesten „Eishockey-Dynastien“ (s. Abschnitt Familie) angehört, in den Playoffs 2012 und 2014 den Stanley Cup.

## Karriere als Spieler
Darryl Sutter spielte in seiner Jugend für die Red Deer Rustlers in der AJHL und für die Lethbridge Broncos in der WCHL. In der AJHL spielte er drei Spielzeiten und erzielte in 176 Spielen 305 Punkte und wurde 1977 zum MVP der Liga gewählt. Im NHL Amateur Draft 1978 wurde er von den Chicago Black Hawks in der elften Runde an Position 179 ausgewählt.
In der Saison 1978/79 spielte Sutter 19 Mal für die New Brunswick Hawks, dem Farmteam von Chicago in der AHL. Außerdem spielte er 20 Spiele in Japan für Iwakura Tomakomai, wo er 28 Tore und insgesamt 41 Punkte erzielte. 1979/80 spielte Sutter seine ersten Spiele in der NHL, kam aber hauptsächlich im Farmteam zum Einsatz. Mit 66 Punkten in 69 Spielen wurde er als bester Rookie der AHL mit dem Dudley „Red“ Garrett Memorial Award ausgezeichnet.
In der folgenden Saison schaffte er endlich den Durchbruch bei den Black Hawks und spielte gleich die beste Saison seiner Karriere, als er 40 Tore und 22 Assists erzielte. In den nächsten Jahren brachte er gute Leistungen als Scorer, allerdings wurde er durch Verletzungen immer wieder zurückgeworfen. Von 1982 bis zu seinem Karriereende trug er das „C“ des Mannschaftskapitän auf der Brust.
1987 beendete Darryl Sutter schließlich seine Karriere.

## Karrierestatistik
(Legende zur Spielerstatistik: Sp oder GP = absolvierte Spiele; T oder G = erzielte Tore; V oder A = erzielte Assists; Pkt oder Pts = erzielte Scorerpunkte; SM oder PIM = erhaltene Strafminuten; +/− = Plus/Minus-Bilanz; PP = erzielte Überzahltore; SH = erzielte Unterzahltore; GW = erzielte Siegtore; 1 Play-downs/Relegation; Kursiv: Statistik nicht vollständig)

## Karriere als Trainer und Manager
Bereits im Herbst 1987 übernahm Sutter den Posten als Assistenztrainer bei den Chicago Blackhawks. Im Jahr darauf wurde er Cheftrainer bei den Saginaw Hawks, dem Farmteam von Chicago in der IHL. Das Team spielte eine gute Saison, schied aber schon in der ersten Runde der Playoffs aus und wurde im Sommer 1989 aufgelöst. Er blieb in der IHL und übernahm die Indianapolis Ice, die er gleich im ersten Jahr zum Gewinn des Turner Cup führte. Sutter wurde als bester Trainer der IHL ausgezeichnet.
Von 1990 bis 1992 gehörte er wieder zum Trainerstab der Chicago Blackhawks und wurde im Sommer 1992 zum Cheftrainer befördert. Für drei Jahre arbeitete er in dieser Position für das Team und konnte jedes Jahr die Playoffs erreichen. 1994/95 kam er sogar bis ins Finale der Western Conference. Kurz darauf verließ er das Team.
1997 erhielt er den Posten als Cheftrainer bei den San Jose Sharks. In den ersten beiden Jahren verloren die Sharks noch mehr Spiele als sie gewannen, doch Sutter stellte eine Mannschaft zusammen, die nach und nach besser wurde und schließlich 2001 zum ersten Mal die Marke von 40 Siegen erreichte. Nachdem die Sharks schwach in die Saison 2002/03 gestartet waren, wurde Sutter entlassen.
Doch er musste nicht lange auf Arbeit warten, denn die Calgary Flames verpflichteten ihn nur wenige Wochen später. Gleichzeitig übernahm er auch den Posten als General Manager. Die Flames konnte er in der Saison nicht mehr in die Playoffs führen und Sutter verpasste damit, seine Zeit als Spieler eingeschlossen, zum ersten Mal in seiner gesamten Eishockeykarriere die Playoffs.
In der folgenden Saison lief es dafür umso besser. Er führte das Team in der Regulären Saison zu 42 Siegen und in den Playoffs bis ins Finale um den Stanley Cup. Erst im entscheidenden siebten Spiel mussten sich die Flames den Tampa Bay Lightning geschlagen geben.
Nach dem Lockout und dem damit verbundenen Ausfall der Saison 2004/05 begann der Spielbetrieb wieder im Herbst 2005. Unter Sutter spielten die Flames die beste Saison seit dem Stanley-Cup-Sieg 1989 und holten bei 46 Siegen 103 Punkte. Doch die Playoffs waren bereits nach der ersten Runde beendet.
Kurz darauf erklärte Darryl Sutter seinen Rücktritt als Trainer der Calgary Flames und begründete diesen Schritt damit, dass er sich komplett auf die Aufgaben als General Manager konzentrieren möchte.
Am 28. Dezember 2010 trat er als General Manager der Flames zurück, Nachfolger wurde sein Assistent Jay Feaster. Im Dezember 2011 wurde er von den Los Angeles Kings als Cheftrainer verpflichtet. Noch in seiner ersten Saison als Trainer der Los Angeles Kings gewann er mit ihnen den Stanley Cup. Sie setzten sich im Finale mit 4:2 gegen die New Jersey Devils durch. Diesen Erfolg wiederholte er mit dem Team in der Saison 2013/14.
Nach über fünf Jahren wurde Sutter nach der Saison 2016/17 samt General Manager Dean Lombardi von den Kings entlassen. Es folgten zwei Jahre Pause, ehe er zur Saison 2019/20 von den Anaheim Ducks als Berater angestellt wurde. Im März 2021 wiederum trat er eine zweite Amtszeit als Cheftrainer bei den Calgary Flames an, bei denen er als Nachfolger des entlassenen Geoff Ward übernahm. In der Saison 2021/22 gewannen die Flames insgesamt deutlich verbessert die Pacific Division, sodass Sutter mit dem Jack Adams Award als bester Trainer der NHL ausgezeichnet wurde. In den Playoffs 2022 allerdings scheiterte das Team in der zweiten Runde an den Edmonton Oilers. Nachdem das Team in der Folgesaison die Playoffs wieder verpasst hatte, wurde Sutter im Mai 2023 vorzeitig entlassen.

### NHL-Trainerstatistik
Stand: Ende der Saison 2022/23
S=Siege; N=Niederlagen; U=Unentschieden; OTL=Overtimeloss (Niederlage in Verlängerung/Penaltyschießen)

## Familie
Darryl Sutter hat sechs Brüder, von denen es fünf in die NHL geschafft haben. Brent Sutter absolvierte 1.111 Spiele und erzielte 829 Punkte. Mit den New York Islanders, deren Kapitän er für vier Jahre war, gewann er zwei Mal den Stanley Cup. Brent spielte damals zusammen mit seinem älteren Bruder Duane, der insgesamt vier Mal den Stanley Cup gewann. Duane spielte 731 Mal in der NHL und kam auf 342 Punkte. Von 2000 bis 2002 trainierte er die Florida Panthers und war später als Funktionär tätig. 
Brian Sutter spielte 779 Spiele mit 636 Punkten für die St. Louis Blues, die seine Trikotnummer 11 zu seinen Ehren sperrten. Neun Jahre war er Mannschaftskapitän des Teams. Seit 1988 trainierte er unter anderem die Calgary Flames und die Boston Bruins. Ein weiterer Bruder, Rich Sutter, spielte 874 Spiele in der NHL und erzielte 315 Punkte. Für etwas mehr als ein Jahr spielte er in Chicago unter der Leitung seines Bruders Darryl. Nach seiner aktiven Laufbahn war er als Talentscout unter anderem für die Minnesota Wild und die Phoenix Coyotes tätig. Dessen Zwillingsbruder Ron Sutter wurde ebenfalls von seinem Bruder Darryl trainiert und zwar in San Jose für insgesamt drei Jahre. Ron bestritt 1.093 Spiele in der NHL und konnte dabei 533 Punkte erzielen. Für ein Jahr war er Mannschaftskapitän der Philadelphia Flyers.
Als General Manager der Calgary Flames wählte Darryl Sutter seinen eigenen Sohn Brett Sutter im NHL Entry Draft 2005 in der sechsten Runde an Position 179 aus. Brett Sutter spielte zusammen mit seinem Cousin Brandon Sutter bei den Red Deer Rebels, deren Teambesitzer Brent Sutter und Trainer Brian Sutter ist. Weitere Vertreter der zweiten Generation der Familie sind Shaun, Brody und Luke Sutter, die allesamt ebenfalls professionell Eishockey spielten.

## Erfolge und Auszeichnungen

### Als Spieler
- 1977 AJHL First All-Star Team
- 1977 AJHL Most Valuable Player
- 1980 Dudley „Red“ Garrett Memorial Award
- 1980 AHL Second All-Star Team

### Als Trainer
- 1990 Turner-Cup-Gewinn mit den Indianapolis Ice
- 1990 Commissioner’s Trophy
- 2012 Stanley-Cup-Gewinn mit den Los Angeles Kings
- 2014 Stanley-Cup-Gewinn mit den Los Angeles Kings
- 2015 Teilnahme am NHL All-Star Game
- 2022 Jack Adams Award